# 皮克林陨击坑

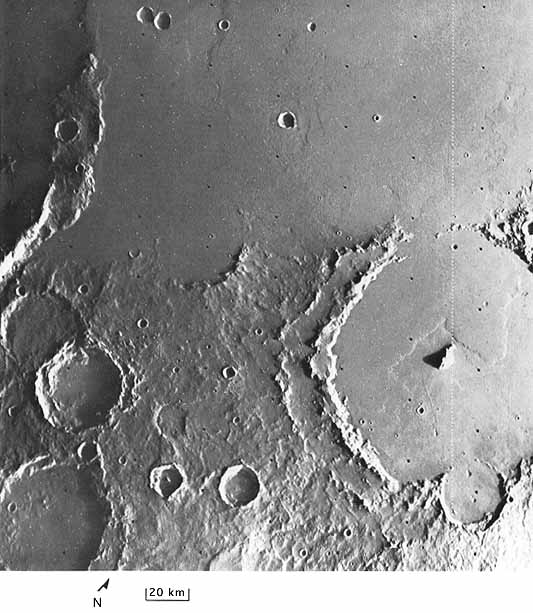
海盗号轨道器拍摄的图像，皮克林陨击坑位于右侧。

皮克林陨击坑（Pickering）是火星法厄同区的一座撞击坑，其中心坐标位于南纬33.1度、西经132.5度处，直径115公里（71英里）。该特征取名自美国天文学家爱德华·查尔斯·皮克林（1846年-1919年）和威廉·亨利·皮克林（1858年-1938年）兄弟以及新西兰裔美国工程师威廉·海达德·皮克林（1910年－2004年）等三人，1973年被国际天文联合会行星系统命名工作组批准接受。
在该陨坑内可以看到熔岩流锋，熔岩来源于阿尔西亚山，曾从坑内中央峰周围流过。

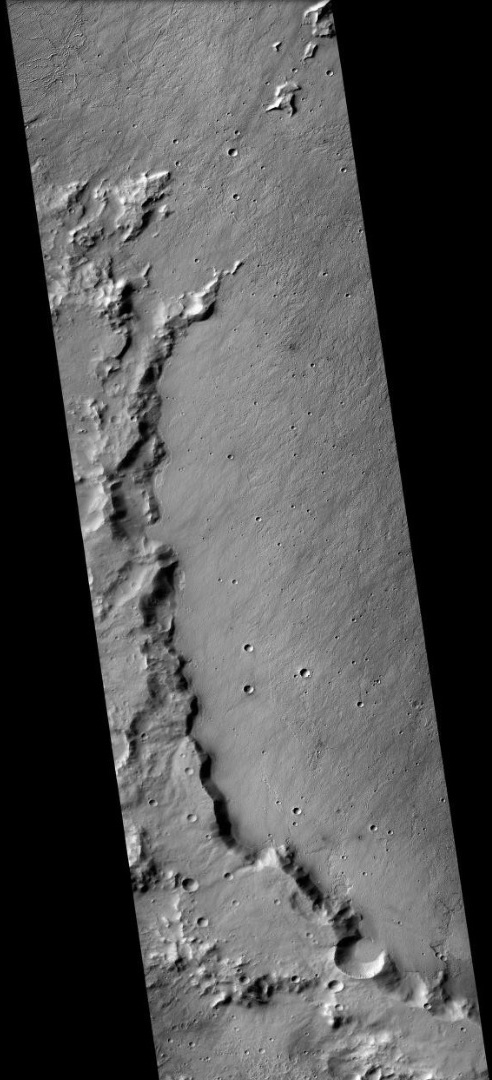
火星勘测轨道飞行器背景相机拍摄的皮克林陨击坑西侧边缘。
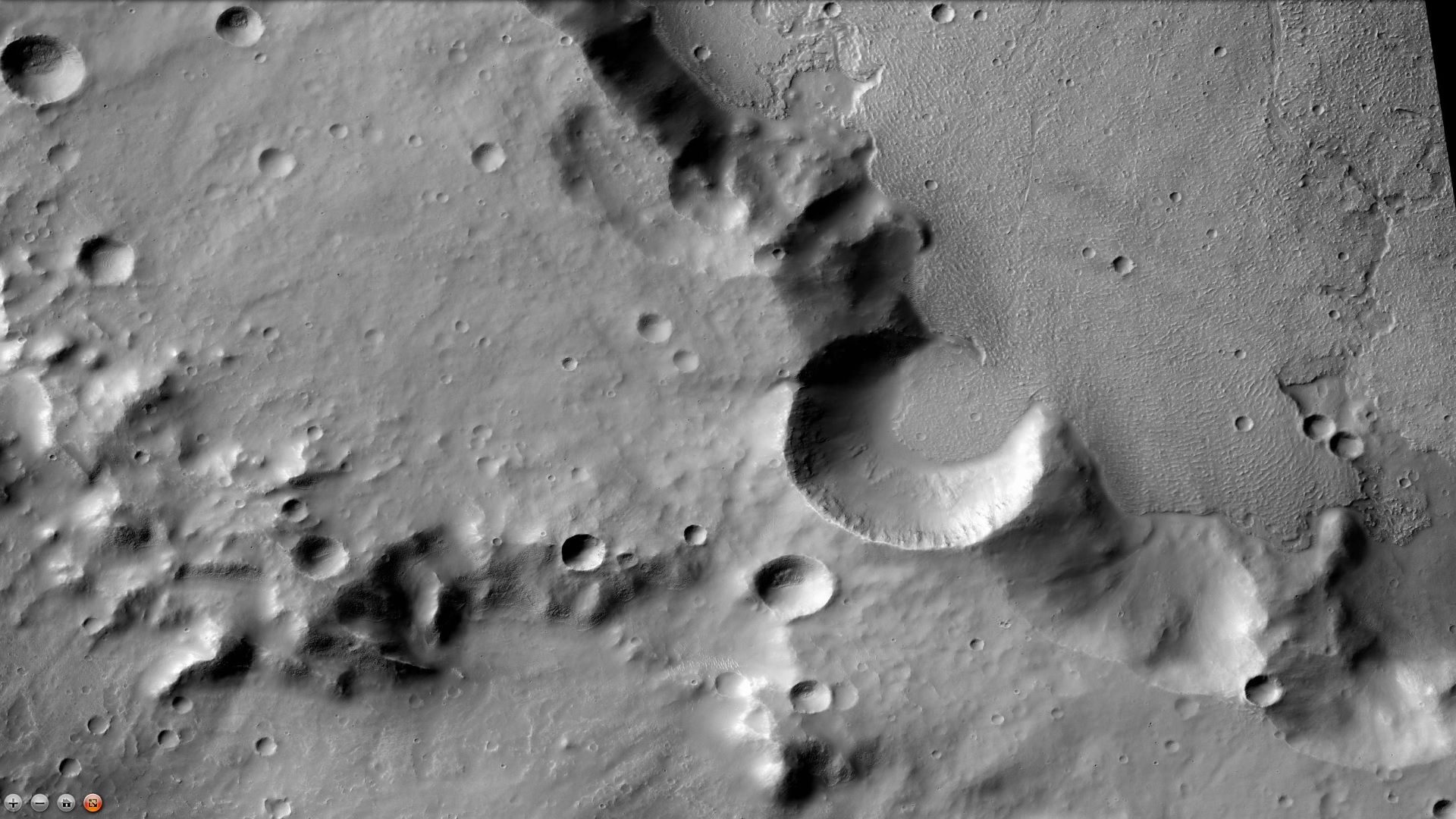
火星勘测轨道飞行器背景相机显示的坑底熔岩流，熔岩在坑内流动，然后在抵达更高地面时停止。注：这是前一幅图像的放大版。
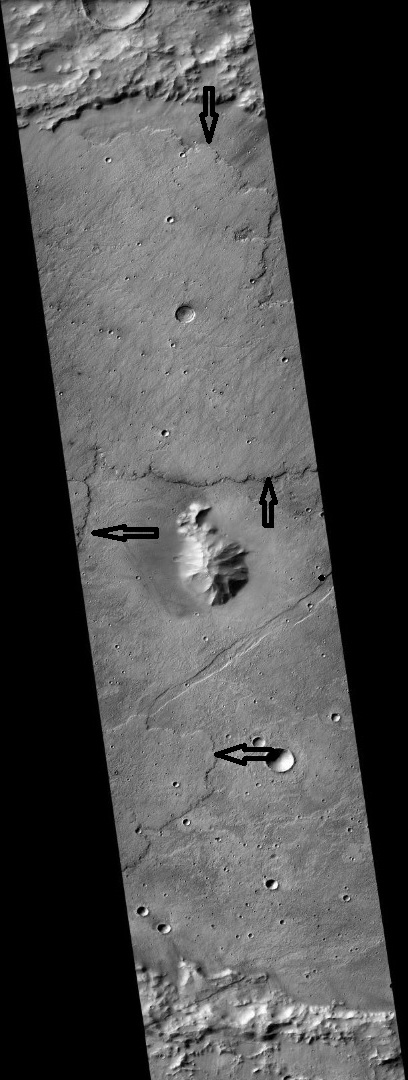
皮克林陨击坑中部，箭头指示了熔岩流的边缘。

## 另请查看
- 小行星784皮克林
- 火星撞击坑